# Saison 2 de Cold Case : Affaires classées
Chronologie
Saison 1 Saison 3
Cet article présente le guide de la deuxième saison de la série télévisée Cold Case : Affaires classées.

## Distribution de la saison

### Acteurs principaux
- Kathryn Morris (V. F. : Stéphanie Lafforgue) : Lillian « Lilly » Rush
- Danny Pino (V. F. : Xavier Fagnon) : Scotty Valens
- John Finn (V. F. : Jean-Luc Kayser) : John Stillman
- Jeremy Ratchford (V. F. : Bruno Dubernat) : Nick Vera
- Thom Barry (V. F. : Gérard Dessalles) : Will Jeffries

### Acteurs récurrents et invités
- Nicki Aycox : Christina "Chris" Rush (épisode 8, 12 à 15, 20 et 21)
- Josh Hopkins : Jason Kite (épisode 1)
- Shirley Knight : Dottie en 2004 (épisode 2)
- Jenna Fischer : Dottie en 1943 (épisode 2)
- Joseph Campanella : Nelson Miller en 2004 (épisode 2)
- Lois Smith : Fannie en 2004 (épisode 2)
- Nicholas D'Agosto : Christopher "Chris" en 1979 (épisode 3)
- Seamus Dever : Hank Dempsey en 1968 (épisode 4)
- Richard Bakalyan : Wendall Floyd en 2004 (épisode 4)
- Chad Lindberg : Johnny Harkin en 1968 (épisode 4)
- Sung Kang : Sen Dhiet en 1991 (épisode 5)
- Michelle Krusiec : Kara Dhiet en 2004 (épisode 5)
- Daveigh Chase : Ariel Shuman en 1990 (épisode 5)
- Jay Karnes : Artie Russo en 2004 (épisode 6)
- Ellen Geer : Kay Garvey en 2004 (épisode 8)
- Patrick J. Adams : Dean Garvey en 1953 (épisode 8)
- Orson Bean : Harland Sealey en 2004 (épisode 8)
- Danielle Harris : Gina Carroll en 1976 (épisode 12)
- Sarah Jones : Eleanor "Ellie" McCormick en 1969 (épisode 14)
- Scout Taylor-Compton : Leah en 1993 (épisode 15)
- Brigid Brannagh : Tina Bream en 1998/2005 (épisode 16)
- Andrea Savage : Lindsay Chase en 1982 (épisode 17)
- Anthony John Denison : Mark Doherty en 2005 (épisode 17)
- Meredith Salenger : Sloane Easton en 1995 (épisode 18)
- Dee Wallace Stone : Charlotte Jones en 2005 (épisode 19)
- Liana Liberato : Charlotte Jones en 1963 (épisode 19)
- Jay Acovone : Tom Collison en 2005 (épisode 20)
- Claire Coffee : Kelly Witkowski en 1977 (épisode 21)
- Tessa Thompson : Willimina "Billie" Ducette en 1932 (épisode 22)
- Piper Laurie : Rose Collins en 2005 (épisode 22)

## Épisodes

### Épisode 1:Les Bas-fonds
- États-Unis /  Canada : 3 octobre 2004 sur CBS / CTV

- États-Unis : 15,03 millions de téléspectateurs[1] (première diffusion)

- Faruq Tauheed (J.T. Simms)
- Ojeda Smith (Franklin)
- Aloma Wright (Della Lincoln)
- Harold Sylvester (Tom Lincoln)
- Jesse D. Goins (Frank Morgan)
- Vicellous Reon Shannon (en) (Joel "Joe" Moore)
- Tangi Miller (Nora Lincoln)
- Dempsey Pappion (Trey Jackson)
- Arjay Smith (Derek Jackson)
- Josh Hopkins (Kite)
- Indigo (Tyra)

- Still fly - Big Tymers
- Strawberry Letter 23 - Shuggie Otis
- Soul Searching - Soul Hooligan
- Foolish - Ashanti
- If I ain't got you - Alicia Keys

### Épisode 2:Ouvrières de guerre
- États-Unis : 10 octobre 2004

- États-Unis : 15,50 millions de téléspectateurs[2] (première diffusion)

- Shirley Knight (Dottie, 2004)
- Michele Hicks (Fannie, 1943)
- Lukas Behnken (en) (Buddie Walker, 1943)
- Anne Bellamy (Martha, 2004)
- Ian Bohen (Nelson Miller, 1943)
- Joseph Campanella (Nelson Miller, 2004)
- Myndy Crist (Dana Hunter)
- Jenna Fischer (Dottie, 1943)
- Rance Howard (Buddie Walker, 2004)
- John Marzilli (Henry Walker)
- Chad Morgan (Alice Miller)
- Stacey Scowley (Martha, 1943)
- Lois Smith (Fannie, 2004)
- Tony Cicchetti (Bruno)
- Curt Lowens (Richard, 2004)
- Jean-Christophe Febbrari (Richard, 1943)

- Rosie the riveter - Four Vagabonds
- Till then - Mills Brothers
- Waiting for the train to come in - Peggy Lee
- I'm beginning to see the light - Ella Fitzgerald
- Rumors are flying - Andrews Sisters
- American patrol - Glen Miller & Orchestra
- Is You Is Or Is You Ain't my baby - Louis Jordan
- Don't fence me in - Bing Crosby
- "In the mood" - Glenn Miller

### Épisode 3:Daniela
- États-Unis : 17 octobre 2004

- États-Unis : 15,68 millions de téléspectateurs[3] (première diffusion)

- Onahoua Rodriguez (Daniela Castillo)
- Julanne Chidi Hill (Marquette)
- Brian Cousins (John)
- Fritz Greve (Chris)
- Nina Hodoruk (Kaitlyn)
- Terrence Evans (Lester Hughes)
- Cody McMains (John, 1979)
- Nicholas D'Agosto (Chris, 1979)
- Robert Catrini (Pops, 1979)
- Christopher Allen Nelson (Lester Hughes, 1979)
- Yomi Perry (Esther Castillo)
- Charles Kahlenberg (Pops)
- Ryan Templeton (Cassie, 1979)

- Bad girls - Donna Summer
- My sharona - The Knack
- Ring my bell - Anita Ward
- I'd really love to see you tonight - England Dan & John Ford Coley
- I want you to want me - Cheap Trick
- The hustle - Van McCoy
- Y.M.C.A - The Village People
- Please don't go - KC and the Sunshine Band
- Goodbye girl - Bread

### Épisode 4:Au bout du tunnel
- États-Unis /  Canada : 24 octobre 2004

- États-Unis : 15,38 millions de téléspectateurs[4] (première diffusion)
- Canada : 1,465 million de téléspectateurs[5] (première diffusion)

- John Griffin (Wendall Floyd, 1968)
- Seamus Dever (Hank Dempsey, 1968)
- Roxanne Hart (Bobbi Olsen)
- Meeghan Holaway (Claudia Valez, 1968)
- Richard Bakalyan (Wendall Floyd)
- Chad Lindberg (Johnny Harkin)
- George Gerdes (Brice Wilbur)
- Blake Clark (Mike Jadden)
- Ray Stoney (James Hill, 1968)
- Howard Mungo (James Hill)
- Fiona Gubelmann (Bobbi Jean Banks, 1968)
- L. Travis Clark (Mike Jadden)
- Gail Bearden (Claudia Valez)
- Pat Healy (Brice Wilbur, 1968)
- Susan Chuang (Frannie Ching)
- Matt DeCaro (Lyle Olsen / Hank Dempsey)

Uniquement des chansons de Johnny Cash :
- Folsom prison blues
- I got stripes
- Dirty old Egg-sucking dog
- Cocaine blues
- Ring of fire
- Will the circle be unbroken
- Give my love to rose
- Flesh and blood
- "Daddy Sang Bass"

### Épisode 5:La Reine déchue
- États-Unis : 31 octobre 2004

- États-Unis : 16,20 millions de téléspectateurs[6] (première diffusion)

- Bruce A. Young (Darryl Booker)
- Doan Ly (Channary Dhiet / Kanita Toan)
- Sung Kang (Sen Dhiet / Varin Toan)
- Michelle Krusiec (Kara Dhiet)
- Joel McKinnon Miller (Brad Atwater)
- Loanne Bishop (Mrs. Atwater)
- Tony Colitti (Mark Millbank)
- Akiko Morison (Mei Toan)
- James Kiriyama-Lem (Arun Prak)
- Bridgette Ho (Kara Dhiet, 1991)
- David Venafro (Robert Richter, 1991)
- Orlando Ashley (Dolla Bill Whiting, 2004)
- Anthony Lawton (Robert Richter, 2004)

- Sadeness (Part One) - Enigma
- Policy of truth - Depeche Mode
- Just like heaven - The Cure
- What I am - Edie Brickell & The New Bohemians
- Jump Around - House of Pain
- Pictures of you - The Cure
- Send me an angel - Scorpions

### Épisode 6:Soirée pyjama
- États-Unis : 7 novembre 2004

- États-Unis : 17,66 millions de téléspectateurs[7] (première diffusion)

- Nicholas Guest (en) (Jason Beaudry)
- Frederick Koehler (Neil Beaudry, 2004)
- Abigail Mavity (Rita Baxter)
- Kevin McCorkle (Détective Gil Sherman)
- Judy Prescott (Kelly Baxter)
- Emma Bates (Ariel Shuman, 2004)
- Daveigh Chase (Ariel Shuman, 1990)
- Katie Mitchell (Professeur)
- Mary Chris Wall (Holly Beaudry)
- Ashley Rose Orr (Tiffany O'Connell, 1990)
- Dawn Stahlak (Tiffany O'Connell, 2004)
- Virginia Williams (Brandi Beaudry, 2004)
- Carly Schroeder (Brandi Beaudry, 1990)
- Chaffee Graham (Neil Beaudry, 1990)
- John Benjamin Martin (Détective McElroy)

- Stand - R.E.M.
- There she goes - The La's
- Something so strong - Crowded House
- Alive and kicking - Simple Minds
- In your room - The Bangles
- df - Erik Broms
- Lullaby - The Cure
- Toy soldiers - Martika
- Circle - Edie Brickell

### Épisode 7:Rapports à risque
- États-Unis : 14 novembre 2004

- États-Unis : 18,43 millions de téléspectateurs[8] (première diffusion)

- Jay Karnes (Artie Russo, 2004)
- Chad Donella (Jeffrey "Jeff" Kern)
- Pete Gardner (Russell Bennett, 2004)
- Spencer Garrett (Ben Kern, 1983)
- Michael Kagan (Barney, 2004)
- Erik McDowell (Artie Russo, 1983)
- James Morrison (Carson Finch)
- Russell Sams (Melvin "Carlo" Fishman, 1983)
- Albie Selznick (Paul Kern, 2004)
- Neil Vipond (Ben Kern, 2004)
- Cliff Weissman (Vince Parisi, 2004)
- Brian Wedlake (Paul Kern, 1983)
- Gail Bianchi (Ellen)
- Scot Davis (Russell Bennett, 1983)
- Randy Mulkey (Melvin "Carlo" Fishman, 2004)
- Paul Parducci (Barney, 1983)
- Sam Vance (Vince Parisi, 1983)

- It's raining men - The Weather Girls
- Our house - Madness
- Working for the weekend - Loverboy
- You got lucky - Tom Petty & The Heartbreakers
- Time after time - Cyndi Lauper
- Eyes without a face - Billy Idol
- Still loving you - Scorpions
- Shame on the moon - Bob Seger
- When I'm with you - Sheriff

### Épisode 8:Chasse aux sorcières
- États-Unis : 21 novembre 2004

- États-Unis : 15,58 millions de téléspectateurs[9] (première diffusion)

- Nicki Aycox (Christina Rush)
- Josh Randall (Elliot Garvey)
- Johnny Sneed (Harland Sealey, 1953)
- Dion Anderson (Dean Garvey, 2004)
- Ellen Geer (Kay Garvey, 2004)
- Randy Oglesby (en) (Howard Garvey, 2004)
- Kimberly Quinn (Kay Garvey, 1953)
- Rita Zohar (Reina Kraus, 2004)
- Patrick J. Adams (Dean Garvey, 1953)
- Bob Papenbrook (Wade Ribble)
- Patricia Forte (Claire Copely, 2004)
- Iva Hasperger (Reina Kraus, 1953)
- Orson Bean (Harland Sealey, 2004)
- Kendre Berry (Robert)
- Gilbert Glenn Brown (Rénaldo Copely)
- Bucky Dominick (Norman)
- Emily Montague (Heather)
- David Grant Wright (Mr. Jenkins)
- ? (Howard Garvey, 1953)
- ? (Claire Copely, 1953)

- Goodnight sweetheart goodnight - The Spaniels
- Iko Iko / Jockomo - James Crawford
- Yesterdays - Billie Holiday
- Rags to Riches - Tony Bennett
- Cry - Johnnie Ray
- You belong to me - Patti Page
- I Believe (For every drop of rain that falls) - Frankie Laine

### Épisode 9:Chasseur de têtes
- États-Unis : 28 novembre 2004

- États-Unis : 17,51 millions de téléspectateurs[10] (première diffusion)

- Susan Chuang (Frannie Ching)
- John Patrick Hayden (Mark James)
- Lyne Odums (Thea Hicks)
- Amanda Thorp (Tina James)
- Jackie Debatin (DeeDee Cooper)
- Ted Suton (Herb)
- Hedy Burress (Janet Lambert)
- John Billingsley (George / Peter Brodski)
- Jamie McShane (Leroy Lambert, 1985)
- Blake Lindsley (Susan Lambert, 2004)
- Morgan Flynn (Susan Lambert, 1985)
- Steve Zettler (Leroy Lambert, 2004)

- Only the young - Journey
- Walking on sunshine - Katrina and the Waves
- Victim of gravity - The Tokens
- The dope show - Marilyn Manson
- Life in a northern town - Dream Academy
- Long, long way to go - Phil Collins

### Épisode 10:Faux coupable
Jeffrey Licon (en)
- États-Unis /  Canada : 19 décembre 2004

- États-Unis : 14,81 millions de téléspectateurs[11] (première diffusion)
- Canada : 1,358 million de téléspectateurs[12] (première diffusion)

- Alexandra Barreto (Anna Vizcaino)
- Anthony Diaz-Perez (Greg Vizcaino)
- Jeffrey Licon (en) (Ramon)
- David Shatraw (Harold Mott)
- Geoffrey Rivas (Salvador Martinez)
- Kevin McCorkle (Détective Gil Sherman)
- Phil LaMarr (Kiki Solano)
- Aris Alvarado (Antonio Mendez)

- Kryptonite - 3 Doors Down
- Run - Collective Soul
- Natural blues - Moby
- I Think god can explain - Splender
- Put your lights on - Santana
- Why does it always rain on me? - Travis

### Épisode 11:Génération perdue
- États-Unis : 9 janvier 2005

- États-Unis : 15,57 millions de téléspectateurs[13] (première diffusion)

- Susan Savage (Alison Ray, 2005)
- Polly Cusumano (Alison Ray, 1978)
- Kate McNeil (Beth Adams, 2005)
- Paul Gleason (Stewart Adams)
- Bug Hall (Matthew Adams)
- Johnny Whitworth (Maurice Warfield, 1978)
- Franc Ross (Bill Crawford, 2005)
- Madison Mason (Maurice Warfield, 2005)
- Daniel Kash (Nick Logan, 1978)
- Bruce Wright (Stewart Adams)
- Robin Weigert (Anna Mayes)
- Jason Matthew Smith (Bill Crawford, 1978)
- David A. Kimball (Nick Logan, 2005)
- Katie Walder (Beth Adams, 1978)
- Rae Ritke (Mrs. Adams)
- Buddy Dolan (Dt. Ramos)

- Surrender - Cheap Trick
- I Wanna Be Sedated - The Ramones
- Moving in Stereo - The Cars
- Accidents Will Happen - Elvis Costello & The Attractions
- Cruel to Be Kind - Nick Lowe
- Why Can't I Touch It? - The Buzzcocks
- (What's So Funny 'Bout) Peace, Love, and Understanding - Elvis Costello

### Épisode 12:Mort sur le ring
- États-Unis : 16 janvier 2005

- États-Unis : 15,67 millions de téléspectateurs[14] (première diffusion)

- Nicki Aycox (Christina Rush)
- Annie Burgstede (Wendy, 1976)
- Bill Dearth (Buck Lowman, 2005)
- Michael Forest (Frank Shavers, 2005)
- Harrison Page (Tommy Sugar, 2005)
- Paul Jenkins (Père Pat McGuire, 2005)
- Dan Martin (Maurice "Mad Mo" Bell, 2005)
- Elaine Kagan (Gina Carroll, 2005)
- Jack Wallace (Sonny Carroll, 2005)
- Danielle Harris (Gina Carroll, 1976)
- Larry Clarke (Père Pat McGuire, 1976)
- Mark Lawson (Jerry Stone)
- Robert Baker (Buck Lowman, 1976)
- Mik Scriba (Sonny Carroll, 1976)
- Patrick Roman Miller (Père Peter Gomez)
- J. David Shanks (Tommy Sugar, 1976)
- KeiKabou Holland (Maurice "Mad Mo" Bell, 1976)

- Philadelphia Freedom - Elton John
- Dance with Me - Orleans
- Give Up the Funk (Tear the Roof Off the Sucker) - Parliament
- Can't You See - Marshall Tucker Band
- You Ain't Seen Nothing Yet - Bachman-Turner Overdrive
- Someone Saved My Life Tonight - Elton John
- Baby I Love Your Way - Peter Frampton

### Épisode 13:De mains en mains
- États-Unis : 30 janvier 2005

- États-Unis : 16,69 millions de téléspectateurs[15] (première diffusion)

- Nicki Aycox (Christina Rush)
- Thomas Hall (Witherspoon, 1987)
- Campbell Scarborough (Eric Morrison, 1992)
- Alexander Folk (Sam Larson)
- Jake Longs (Darnell Odoms, 1987)
- Thom Gossom Jr (Mike Odoms, 2005)
- Michael Christian Alexander (Mike Odoms, 1987)
- John Peakes (Witherspoon, 2005)
- Reggie Currelley (Darnell Odoms, 2005)
- Nick McCallum (Eric Morrison, 2005)
- Kelli Kirkland (Jessie Odoms, 1987)
- Valeri Ross (Truly Sinclair)
- Ross Thomas (Pete)
- Joyce Guy (Jessie Odoms, 2005)
- Chase Ryan Jeffery (Chip)
- Chris Foreman (Rodney Johnson, 1987)

- Higher love - Steve Winwood
- What it's like - Everlast
- Man in the box - Alice in Chains
- Just to see her - Smokey Robinson
- Man in the mirror - Michael Jackson

### Épisode 14:L'Amour, pas la guerre
- États-Unis : 20 février 2005

- États-Unis : 15,41 millions de téléspectateurs[16] (première diffusion)

- Nicki Aycox (Christina Rush)
- Ray Baker (Brian McCormick, 2005)
- Jordana Spiro (Suzanne, 1969)
- Nick Cornish (Warren Cousins, 1969)
- Joshua Harto (Bud Lydecker, 1969)
- Sarah Jones (Eleanor "Ellie" McCormick)
- Marilyn McIntyre (Suzanne, 2005)
- Colin Bain (Brian McCormick, 1969)
- Susan Chuang (Frannie Ching)
- Harry Johnson (Bud Lydecker, 2005)
- Skip O'Brien (Terry Lucas, 2005)
- Michael O'Neill (Warren Cousins, 2005)
- Dafidd McCracken (Pat McCormick)
- Bradley Snedeker (Terry Lucas, 1969)
- Serena Spencer (Anne McCormick)

- Do You Believe in Magic - The Lovin' Spoonful
- Lay, Lady, Lay - Bob Dylan
- Time of the Season - The Zombies
- Touch Me - The Doors
- Build Me Up Buttercup - The Foundations
- California Dreamin' - The Mamas & The Papas
- Can't find my way home - Blind Faith
- Crimson and Clover - Tommy James & the Shondells
- I Say a Little Prayer - Aretha Franklin

### Épisode 15:Fais un vœu
- États-Unis : 6 mars 2005

- États-Unis : 15,77 millions de téléspectateurs[17] (première diffusion)

- Nicki Aycox (Christina Rush)
- Charlie Babcock (Josh)
- Charlie Bodin (Nathan Hicks, 1993)
- Bryce Lenon (Nathan Hicks, 2005)
- James MacDonald (Richard Miller)
- Damien Midkiff (Colin Miller)
- Amy Sloan (Leah, 2005)
- Jackie Swanson (Sarah Miller)
- Scout Taylor-Compton (Leah, 1993)
- Ryan Carmody (Mac, 1993)
- Ryan Honey (Mac, 2005)

- These are days - 10,000 Maniacs
- I'm gonna be (500 miles) - The Proclaimers
- Plush - Stone Temple Pilots
- Trouble me - 10,000 Maniacs
- Fear - Sarah McLachlan
- Fade into you - Mazzy Star
- What a wonderful world/Somewhere over the rainbow - Israel Kamakawiwoʻole

### Épisode 16:Sans remords
- États-Unis : 13 mars 2005

- États-Unis : 16,61 millions de téléspectateurs[18] (première diffusion)

- Cayden Boyd (Kyle Bream / Parker)
- Vincent Angell (Rudy Tanner)
- Brigid Brannagh (Tina Bream)
- Melinda Page Hamilton (Janie Stillman)
- Jesse Head (Archie Tanner, 2005)
- Brent Sexton (Ken Bream)
- Audrey Wasilewski (Sandra Riley)
- Clay Wilcox (Ed Kripke)
- Michael Shamus Wiles (Père Andrew Stillman)
- Kyle Davis (Bernard "Bernie" Ganz)
- Andrew Michaelson (Archie Tanner, 1998)
- Danny LaCava (Manuel "Manny" Ganz)
- Ty Treadway (Brad Witham)

- Impression that I get - The Mighty Bosstones
- 6th Avenue Heartache - The Wallflowers
- Waltz #2 - Elliot Smith
- Got you where i want you - The Flys
- A long december - Counting Crows
- Don't go away - Oasis

### Épisode 17:Le Malheur des autres
- États-Unis : 20 mars 2005

- États-Unis : 17,29 millions de téléspectateurs[19] (première diffusion)

- Andrea Savage (Lindsay Chase)
- Michael Hagerty (Steven Chase)
- Linda Purl (Diane Moore, 2005)
- Michael Bryan French (Steven Chase, 2005)
- Brian Kimmet (Timmy Horan, 1982)
- Anthony John Denison (Mike Doherty, 2005)
- Andi Eystad (Melanie Castle, 1982)
- Jenna von Oÿ (Katharine "Kitty" Shaw, 1982)
- Jay Bontatibus (Mike Doherty, 1982)
- Mary Gordon Murray (Katharine "Kitty" Shaw, 2005)
- Tahmus Rounds (Timmy Horan, 2005)
- Jenny Eakes (Diane Moore, 1982)

- Under pressure - David Bowie et Queen
- Save a prayer - Duran Duran
- Caught up in you - 38 Special
- Dancing with myself - Billy Idol
- Jenny (867-5309) - Tommy Tutone
- Don't stop believing - Journey

### Épisode 18:Chiennes de vies
- États-Unis /  Canada : 27 mars 2005

- États-Unis : 13,24 millions de téléspectateurs[20] (première diffusion)
- Canada : 1,248 million de téléspectateurs[21] (première diffusion)

- Meredith Salenger (Sloane Easton)
- Sarah Aldrich (Megan Easton)
- Clare Carey (Rose)
- Susan Chuang (Frannie Ching)
- Wendy Davis (Julia Owens)
- Colby French (Seth)
- Googy Gress (John Powell)
- David Monahan (Evan, 2005)
- Michael B. Silver (Rick)
- Steve Sandvoss (Garrett Caine)
- Robert Adamson (Frank)
- Ryan Carlberg (Evan, 1995)
- Aidan Hart (Ryan, 1995)
- Aspen Payge (Haley, 1995)
- ? (Ryan, 2005)
- ? (Haley, 2005)

- As I lay me down - Sophie B. Hawkins
- Only wanna be with you - Hootie and the Blowfish
- Time - Hootie and the Blowfish
- Let her cry - Hootie and the Blowfish
- Found out about you - Gin Blossoms
- Secret Garden - Bruce Springsteen

### Épisode 19:Le Cavalier noir
- États-Unis : 3 avril 2005

- États-Unis : 14,84 millions de téléspectateurs[22] (première diffusion)

- Adilah Barnes (Mathilde Jefferson, 2005)
- Billy Brown (Donald Williams, 1963)
- Dana Davis (Mathilde Jefferson, 1963)
- Paul James (Ezekiel "Zeke" Williams)
- Chaney Kley (Billy Jones, 1963)
- Scott Alan Smith (Henry Jones, 1963)
- Dee Wallace Stone (Charlotte Jones, 2005)
- John Wesley (Clyde, 2005)
- Cyndi Martino (Mary Williams, 1963)
- Mary Anne McGarry (Linda O'Hara, 2005)
- DJ Wyatt (Will Jeffries, 1963)
- Melinda Allen (Judith Jones, 1963)
- Ed Bernard (Donald Williams, 2005)
- Mimi Cozzens (Judith Jones, 2005)
- Liana Liberato (Charlotte Jones, 1963)
- Buffy Charlet (Linda O'Hara, 1963)
- Sean Blakemore (Clyde, 1963)
- Cazimir Milostan (Sergent Butowsky, 1963)
- Tripp Henningston (Tommy, 1963)
- Francis Fallon (Joe, 1963)
- Brian Glanney (Toby, 1963)
- ? (Joe, 2005)
- ? (Toby, 2005)

- One fine day - The Chiffons
- Walk like a man - Frankie Valli & The Four Seasons
- (Love is like a) Heat wave - Martha and the Vandellas
- Just one look - Doris Troy
- Rainbow (Part 1) - Gene Chandler
- Strange fruit - Nina Simone

### Épisode 20:La Manufacture
- États-Unis : 24 avril 2005

- États-Unis : 16,74 millions de téléspectateurs[23] (première diffusion)

- Nicki Aycox (Christina Rush)
- Bradley Stryker (Joe Young, 1985)
- Chad Allen (Monty Fineman, 1985)
- Jay Acovone (Tom Collison, 2005)
- Dawn Cody (Mary Young, 1985)
- John Colton (Bob Johnstone, 1985)
- Zack DiLiberto (Tom Collison, 1985)
- Jerry Kernion (Ham Dunn, 1985)
- Silas Weir Mitchell (James Hogan)
- Brett Rickaby (Monty Fineman, 2005)
- Daniel Roebuck (Butch Beard, 2005)
- Peter Siragusa (Ham Dunn, 2005)
- Alex Sol (Butch Beard, 1985)
- Stacy Solodkin (Patty Dunn, 1985)
- Patti Tippo (Mary Young, 2005)
- Daniel Travis (Mark Phillips)
- Marin Van Vleck (Joan Collison, 1985)

Uniquement des chansons de John Mellencamp :
- Jack & Diane
- The face of the nation
- Hand to hold on
- Between a laugh and a tear
- Crumblin' down
- Lonely ol' night
- Hurts so good
- Authority song
- Small town
- Walk talk

### Épisode 21:Créatures de la nuit
- États-Unis : 1er mai 2005

- États-Unis : 16,28 millions de téléspectateurs[24] (première diffusion)

- Nicki Aycox (Christina Rush)
- David Chisum (Dennis Hargrove)
- James Howell (Edward Anthony)
- Barry Bostwick (Roy Brigham Anthony, 2005)
- Christina Cabot (Louise, 1977)
- Gary Hoffman (Dan O'Brien, 1977)
- Jeff Doucette (Larry Papas, 2005)
- William Morgan Sheppard (Dan O'Brien, 2005)
- David Bowe (Larry Papas, 1977)
- Daniel Travis (Mark Phillips)
- Jill Andre (Louise, 2005)
- Laura Leigh Hughes (Kelly Witkowski, 2005)
- Claire Coffee (Kelly Witkowski, 1977)
- Kat Sawyer-Young (Helen Hargrove, 2005)
- Alex Ball (Roy Brigham Anthony, 1977)
- Zack Graham (Mike Cahill, 1977)
- Hillary Danner (Helen Hargrove, 1977)

Sauf indication contraire, les chansons proviennent de The Rocky Horror Picture Show :
- Time warp
- Eddie
- Super heroes
- Don't dream it. Be it.
- Science fiction/Double feature (Reprise) - Richard O'Brien
- Hot patootie (Bless my Soul) - Meat Loaf
- Sweet transvestite
- Touch-A, Touch-A, Touch Me
- I'm going home
- Over at the frankenstein place

### Épisode 22:Meilleures amies
- États-Unis : 8 mai 2005

- États-Unis : 14,77 millions de téléspectateurs[25] (première diffusion)

- Piper Laurie (Rose Collins, 2005)
- Tom Bower (Curtis Collins, 2005)
- Marla Gibbs (Little Georgie, 2005)
- Samantha Streets (Rose Collins, 1932)
- Tessa Thompson (Wilhelmina "Billie" Ducette)
- Tom Wright (en) (Winsor "Doc Win" Watson)
- Susan Chuang (Frannie Ching)
- Shelley Robertson (Léna)
- Johnathan Tchaikovsky (Curtis Collins, 1932)
- Linara Washington (Célia Watson)
- Brad Pennington (Ted)
- Lakeiya Payne (Little Georgie, 1932)

- I've got rhythm - Ethel Waters & Ben Slavin
- Trav'lin' all alone - Billie Holiday
- It don't mean a thing (If it ain't got that swing) - Ivie Anderson & Duke Ellington
- Nobody Knows You When You're Down and Out - Bessie Smith

### Épisode 23:Dans les bois
- États-Unis : 22 mai 2005

- États-Unis : 14,60 millions de téléspectateurs[26] (première diffusion)

- John Billingsley (George Marks, 2005)
- Nick Price (George Marks, 1972)
- Ash Christian (Jacob Leonardo, 1972)
- Chet Grissom (Evan, 2005)
- Karina Logue (Simone Marks, 1972)
- Sonya Leslie (L'inspecteur Desalle)
- Vic Polizos (Lee, 2005)
- Hugh Scott (Lee, 1972)
- Sal Landi (Jacob Leonardo, 2005)
- Christina Cellner (Lily enfant)
- Scott Christian (Hugo Lendon)

Un homme inconnu vient d'acheter une ancienne maison. Il décide de faire des travaux et il déterre dans le jardin 9 crânes féminins dont les orbites sont remplies d'une bille noire. De plus, en 1972, Simone Marks, la précédente propriétaire de la maison, âgée de 33 ans, y a été violée et assassinée par balles dans le grenier. On avait cru à un cambriolage qui avait mal tourné. On pense que les crânes et le meurtre de 1972 sont liés. C'est le cas car le fils de la victime de la maison est George, le tueur en série responsable du meurtre de 9 femmes, qui avait échappé à la police quelques mois plus tôt.
- Sunshine on my shoulder - John Denver
- Riders on the storm - The Doors
- Aqualung - Jethro Tull
- Witchy woman - The Eagles
- Sandman - America
- Behind blue eyes - The Who